# GOES 2
El GOES 2, conegut com a GOES-B abans d'entrar en servei, va ser un satèl·lit meteorològic operat per la National Oceanic and Atmospheric Administration dels Estats Units com a part del sistema Geostationary Operational Environmental Satellite. El GOES 2 va ser construït per Ford Aerospace, i estava basat en el bus de satèl·lit desenvolupat pel programa Synchronous Meteorological Satellite. En el llançament tenia una massa de 295 kg. Es va col·locar en òrbita geoestacionària, des d'on va ser utilitzat per al pronòstic del temps als Estats Units. Després del seu retir com a satèl·lit meteorològic, es va utilitzar com un satèl·lit de comunicacions fins al seu desmantellament final en el 2001.

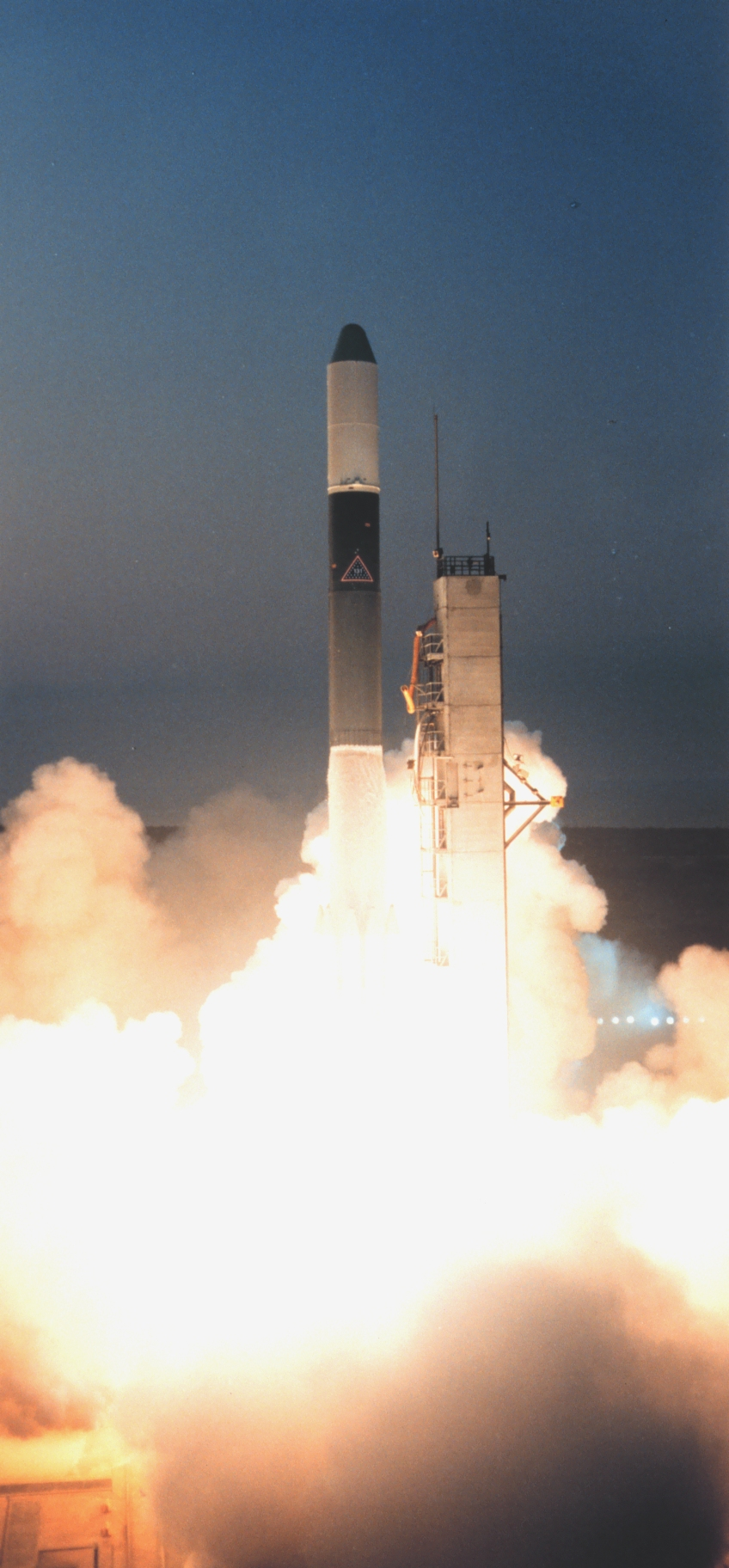
Llançament del GOES-B en un Delta 2914

El GOES-B va ser llançat utilitzant un coet transportador Delta 2914 des de Launch Complex 17B al Cape Canaveral Air Force Station. The launch occurred at 10:51:00 GMT on 16 June 1977. El llançament va fer col·locar amb èxit el GOES-B en una òrbita de transferència geoestacionària, de la qual es va elevar a l'òrbita geoestacionària per mitjà d'un motor d'apogeu de bord SVM-5. La seva inserció en l'òrbita geoestacionària es va produir a les 03:26 GMT del 17 de juny.
Després de les proves en òrbita, el GOES-B va ser reanomenat GOES 2, i va substituir el SMS-1 a una longitud de 60 graus oest. Va operar com un satèl·lit meteorològic en diverses posicions diferents fins al 1993, i es va col·locar en emmagatzematge. Va ser reactivat com a satèl·lit de comunicacions el 1995, i mogut a 177° Oest. Va ser utilitzat per Peacesat per prestar serveis de comunicacions a les illes a l'oceà Pacífic, un paper en què va ser substituït pel GOES 7 el 1999, i la National Science Foundation dels Estats Units per comunicacions amb l'Estació Amundsen-Scott. El 5 de maig de 2001, es va retirar a una òrbita cementiri. A les 21:08 GMT, dues hores després de l'última maniobra per treure'l de l'òrbita geosíncrona, el GOES 2 va rebre l'ordre de desactivar el seu sistema de comunicacions, per a la prevenció de futurs comandaments de terra que se li enviessin.